# Miliarense

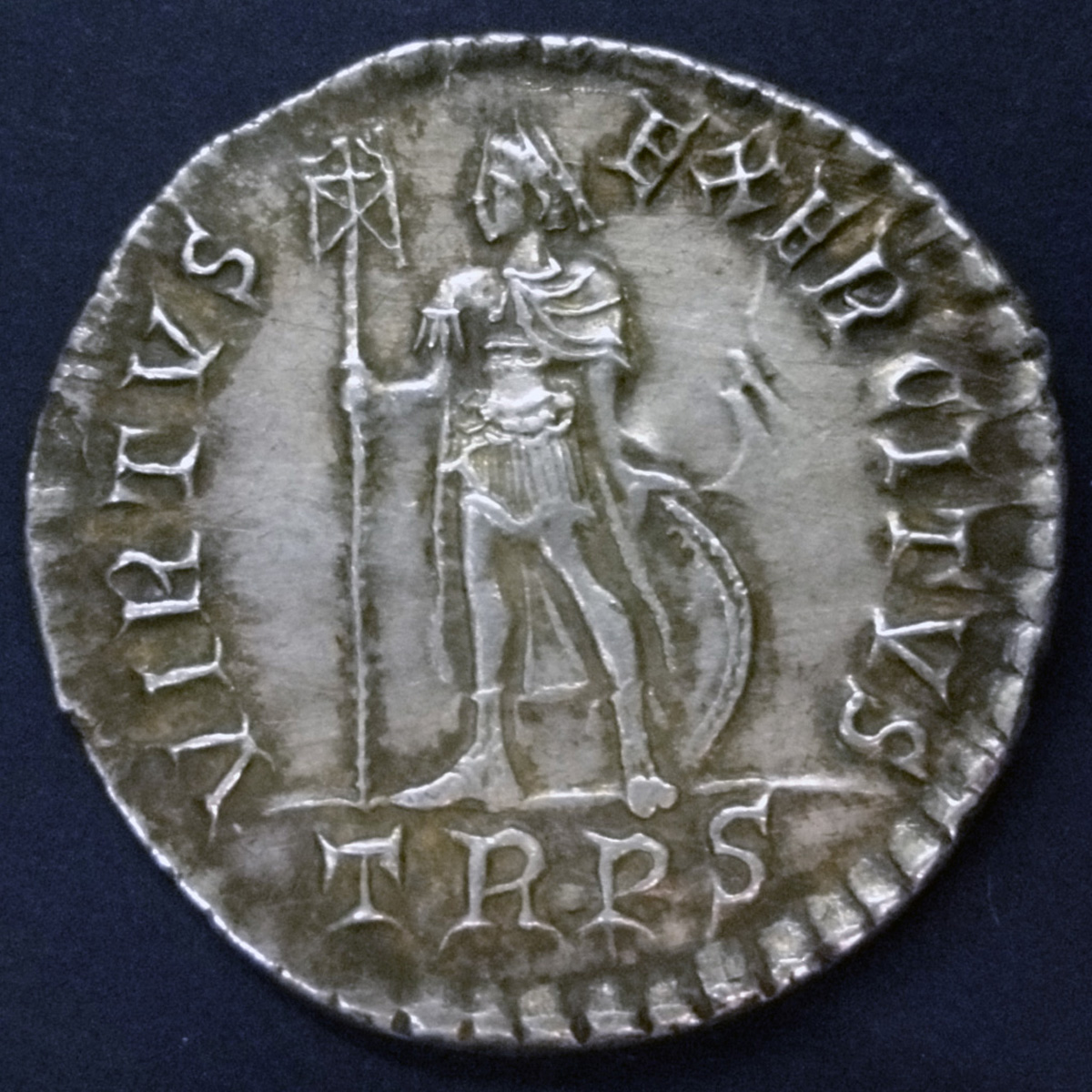
Versa de uma moeda do Tesouro de Hoxne. TRPS india a cunhagem em Tréveros.

Uma miliarense (forma neutra em Latim de miliarensis "relacionado ao mil") foi a única moeda de prata regularmente cunhada durante o Império Romano e Império Bizantino. Era fabricada com diâmetros variáveis, geralmente com um peso entre 3,8 e 6,0 gramas. A miliarense foi bracida do início do século IV sob o comentado de Constantino I com um diâmetro de 23 milímetros. O nome também é aplicado a moedas de prata bizantinas do século VII ao XI. Existiam dois modelos de uma moeda: leve e pesado. 14 miliarensias pesadas e 18 miliarensias leves eram igual a um soldo.